# Гаазька конвенція про судові рішення (2019)
Гаазька конвенція про визнання та виконання іноземних судових рішень у цивільних або комерційних справах від 2 липня 2019 року (англ. Convention of 2 July 2019 on the Recognition and Enforcement of Foreign Judgments in Civil or Commercial Matters), вона ж Конвенція про судові рішення, — багатосторонній міжнародний договір, укладений у рамках Гаазької конференції з міжнародного приватного права 2 липня 2019 року між Європейським Союзом (застосовується в усіх 27 державах-членах, окрім Данії) й Україною. Набула чинності в Україні 1 вересня 2023 року. Конвенція регулює визнання та виконання іноземних судових рішень у цивільних або комерційних справах.

## Історичне тло
Гаазька конференція розпочалася з «Проєкту судових рішень» 1996 року: розробка конвенції щодо юрисдикції і визнання судових рішень. Юрисдикція в рамках такої конвенції поділятиметься на три категорії: основи юрисдикції, які могли бути обов'язковими, факультативними чи забороненими. Оскільки учасникам переговорів було складно дійти погодження щодо подібної конвенції, обсяг робіт було зведено до юрисдикції та визнання рішень на основі вибору суду угодою між сторонами.
У ході переговорів було проведено паралелі між Нью-Йоркською конвенцією про арбітражні рішення — метою було створення системи визнання судових рішень, коли суд погоджувався відповідно до угод про вибір суду, що створювало б такий самий рівень передбачуваності та можливості виконання, як у випадку з арбітражними рішеннями в державах Нью-Йоркської конвенції.
Зусилля призвели 2005 року до конвенції з вужчим охопленням: Гаазька конвенція про вибір суду, в якій основна увага приділяється визнанню рішень, юрисдикцію яких було ухвалено між сторонами на основі угоди про вибір суду. Нові раунди переговорів сприяли укладенню цієї конвенції.

## Сторони
Будь-яка держава може стати учасником конвенції: або шляхом підписання з подальшою ратифікацією чи ухваленням, або ж шляхом приєднання. Конвенція набирає чинності з 1 вересня 2023 року, через 1 рік після того, як перші дві держави здали на зберігання свої документи про ратифікацію/приєднання. Якщо сторона заперечує ратифікацію або приєднання іншої сторони, конвенція не набирає чинності між цими сторонами. Також сторонами можуть стати організації регіональної економічної інтеграції (наприклад, Європейський Союз), якщо така організація керує визнанням судових рішень. Також стороною конвенції можуть бути регіональні організації економічної інтеграції (на зразок Європейського Союзу), якщо така організація управляє визнанням судових рішень.
Конвенція була підписана в день її укладання Уругваєм, 2020 року — Україною, 2021 року — Ізраїлем, Коста-Рикою і Росією, 2022 року — США та 2023 року — Чорногорією і Північною Македонією. Євросоюз прийняв конвенцію у серпні 2022 року від імені всіх його членів, окрім Данії, а також Україна ратифікувала його того ж дня, з набранням чинності 1 вересня 2023 року.